# Городецкий сельский округ (Северо-Казахстанская область)
Городецкий сельский округ (каз. Городецкое ауылдық округі) — административная единица в составе района Шал акына Северо-Казахстанской области Казахстана. Административный центр — село Городецкое.
Население — 1148 человек (2009, 1874 в 1999, 2532 в 1989).

## История
Сельский округ образован решением Северо-Казахстанского облисполкома от 8 августа 1962 года. 12 января 1994 года постановлением главы Северо-Казахстанской областной администрации образован Городецкий сельский округ.
До 2013 года в состав сельского округа была включена часть территории ликвидированного Ступинского сельского округа (село Жалтыр).

## Состав
В состав округа входят такие населенные пункты:
| Населенный пункт  | Население, человек (1989) | Население, человек (1999) | Население, человек (2009) |
| ----------------- | ------------------------- | ------------------------- | ------------------------- |
| Баганаты, село    | 372                       | 282                       | 93                        |
| Городецкое, село  | 1204                      | 863                       | 585                       |
| Жалтыр, село      | 482                       | 421                       | 294                       |
| Коноваловка, село | 474                       | 308                       | 176                       |